# Pic de Guara
Le pic de Guara (en aragonais tozal de Guara ; en castillan pico de Guara), qui culmine à 2 077 m, est le sommet le plus élevé de la sierra de Guara, dans les Pré-Pyrénées aragonaises.